# 藤本 (つくば市)

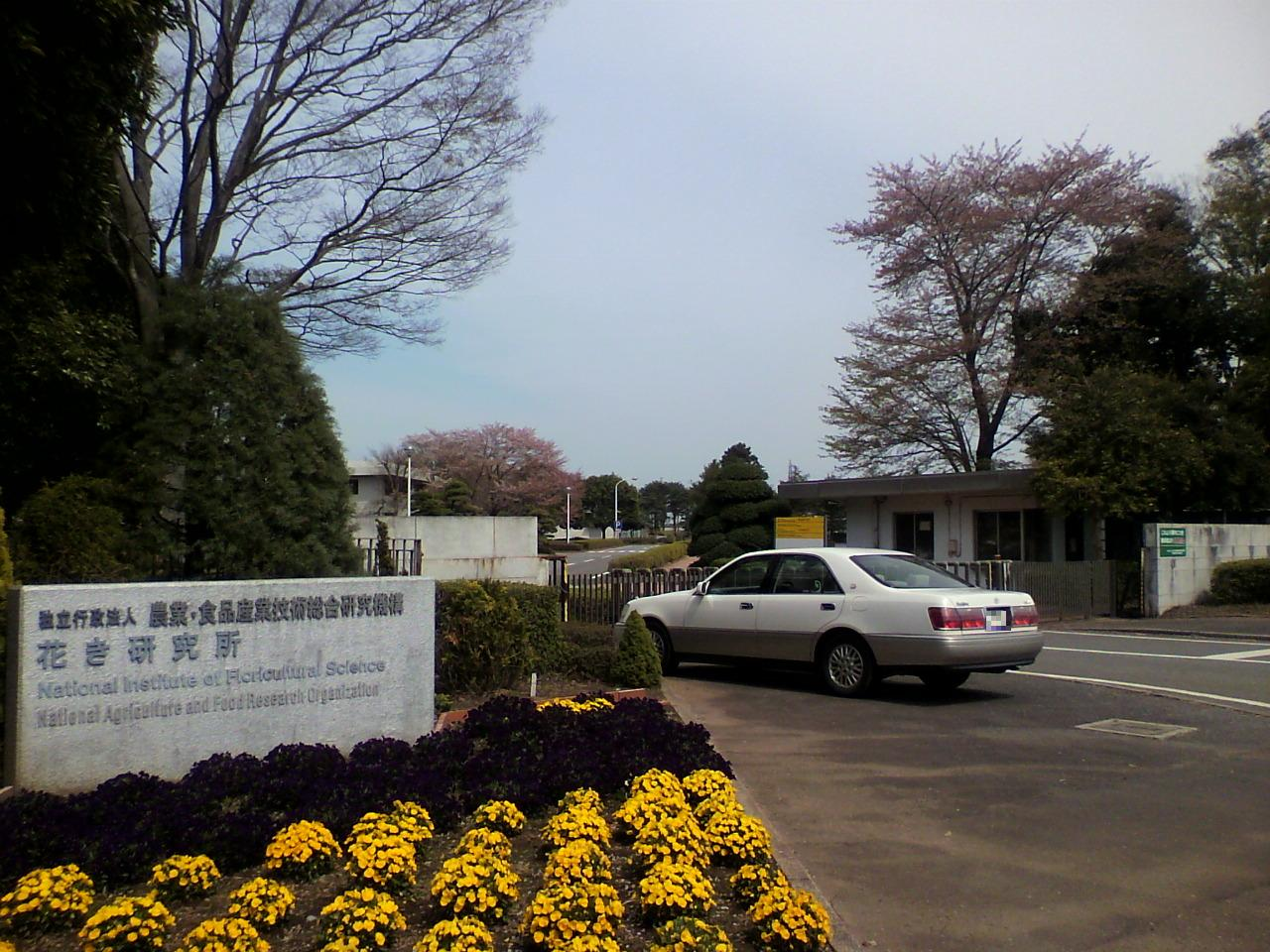
花き研究所
果樹研究所と同じ敷地にある。この写真は、果樹研究所を別角度から撮ったものである。

藤本（ふじもと）は茨城県つくば市の地名。2017年8月1日現在の住民基本台帳による人口は0人。郵便番号は305-0815。

## 地理
つくば市の中部に位置し、筑波研究学園都市研究学園地区に属する。全域が農業・食品産業技術総合研究機構の施設である。
東は榎戸、西・南・北は上横場と接している。

## 歴史

### 沿革
- 1975年（昭和50年） - 農林水産省果樹研究所設置に伴って筑波研究学園都市に指定され、筑波郡谷田部町藤本が成立[3]。
- 1987年（昭和62年）11月30日 - 市町村合併により、つくば市藤本となる[3]。

### 町名の変遷
| 実施後 | 実施年月日                | 実施前（各町名ともその一部）                                                                                               |
| ------ | ------------------------- | --- |
| 藤本   | 1975年（昭和50年）2月11日 | 大字上横場字中台・字一信塚・字一杯塚・字藤原・字本郷地・字細田、大字榎戸字弁天・字後原・字五十塚・字池向・字筒花・字本郷地 |

### 人口の変遷
| 統計年次〔年〕     | 世帯数〔世帯〕 | 総人口〔人〕 | 出典               |
| 1980年（昭和55年） | 20             | 20           | 昭和55年度国勢調査 |
| 2009年（平成21年） | 0              | 0            | 住民基本台帳人口   |

## 小・中学校の学区
現在は無住地帯であるが、市立小・中学校に通う場合、藤本全域が小野川小学校、谷田部中学校となる。

## 施設
- 農業・食品産業技術総合研究機構
  - 果樹茶業研究部門
  - 野菜花き研究部門